# Denver Broncos 1968
La stagione 1968 dei Denver Broncos è stata la nona nella American Football League. Denver terminò la stagione regolare con 5 vittorie, 8 sconfitte e un pareggio, concludendo al quarto posto della AFL West per la settima stagione consecutiva.
In questa stagione vi furono voci di un possibile trasferimento dei Broncos a Birmingham  (Alabama), Atlanta e Chicago.
La stagione 1968 fu la prima in cui Denver porto il proprio logo con una "D" sui caschi. Avrebbe indossato questa divisa fino alla stagione 1973, modificando la tonalità di arancione nel 1974. I caschi sarebbero rimasti inalterati fino alla stagione 1997. Nel 1968 il Bears Stadium sarebbe stato venduto alla città di Denver, venendo ampliato e ridenominato Mile High Stadium.

## Calendario
| Stagione regolare |                       |           |                                 |        |
| Turno             | Avversario            | Risultato | Stadio                          | Record |
| 2                 | at Cincinnati Bengals | S 10–24   | Nippert Stadium                 | 0–1    |
| 3                 | at Kansas City Chiefs | S 2–34    | Municipal Stadium               | 0–2    |
| 4                 | Boston Patriots       | S 17–20   | Mile High Stadium               | 0–3    |
| 5                 | Cincinnati Bengals    | V 10–7    | Mile High Stadium               | 1–3    |
| 6                 | at New York Jets      | V 21–13   | Shea Stadium                    | 2–3    |
| 7                 | at San Diego Chargers | S 44–55   | San Diego Stadium               | 2–4    |
| 8                 | Miami Dolphins        | V 21–14   | Mile High Stadium               | 3–4    |
| 9                 | at Boston Patriots    | V 35–14   | Fenway Park                     | 4–4    |
| 10                | Oakland Raiders       | S 7–43    | Mile High Stadium               | 4–5    |
| 11                | at Houston Oilers     | S 17–38   | Astrodome                       | 4–6    |
| 12                | Buffalo Bills         | V 34–32   | Mile High Stadium               | 5–6    |
| 13                | San Diego Chargers    | S 23–47   | Mile High Stadium               | 5–7    |
| 14                | at Oakland Raiders    | S 27–33   | Oakland–Alameda County Coliseum | 5–8    |
| 15                | Kansas City Chiefs    | S 7–30    | Mile High Stadium               | 5–9    |

## Classifiche
| AFL Western Division | AFL Western Division | AFL Western Division | AFL Western Division | AFL Western Division | AFL Western Division | AFL Western Division | AFL Western Division | AFL Western Division | AFL Western Division |
|                      | V                    | S                    | P                    | %                    | DIV                  | PF                   | PS                   | Str.                 |                      |
| -------------------- | -------------------- | -------------------- | -------------------- | -------------------- | -------------------- | -------------------- | -------------------- | -------------------- | -------------------- |
| Oakland Raiders      | 12                   | 2                    | 0                    | .857                 | 6–2                  | 453                  | 233                  | V8                   |                      |
| Kansas City Chiefs   | 12                   | 2                    | 0                    | .857                 | 7–1                  | 371                  | 170                  | V5                   |                      |
| San Diego Chargers   | 9                    | 5                    | 0                    | .643                 | 5–3                  | 382                  | 310                  | S2                   |                      |
| Denver Broncos       | 5                    | 9                    | 0                    | .357                 | 1–7                  | 255                  | 404                  | S3                   |                      |
| Cincinnati Bengals   | 3                    | 11                   | 0                    | .214                 | 1–7                  | 215                  | 329                  | S3                   |                      |

Nota: I pareggi non venivano conteggiati ai fini della classifica fino al 1972.